# Grubovia
Grubovia är ett släkte av amarantväxter. Grubovia ingår i familjen amarantväxter.
Kladogram enligt Catalogue of Life:
| Grubovia | \| \| Grubovia dasyphylla \| \| \| \| \| \| Grubovia krylovii \| \| \| \| \| \| Grubovia melanoptera \| \| \| \| |
|          | \| \| Grubovia dasyphylla \| \| \| \| \| \| Grubovia krylovii \| \| \| \| \| \| Grubovia melanoptera \| \| \| \| |
|          | Grubovia dasyphylla                                                                                              |
|          | |
|          | Grubovia krylovii                                                                                                |
|          | |
|          | Grubovia melanoptera                                                                                             |
|          | |